# Before the Storm (Jack Savoretti)
Before the Storm è il terzo album in studio del cantante inglese di origine italiana Jack Savoretti, pubblicato nel 2012.

## Tracce
1. Not Worthy
2. Take Me Home
3. Breaking the Rules
4. The Proposal
5. Vagabond
6. Changes
7. Last Call
8. Come Shine a Light
9. Before the Storm
10. Crazy Fool
11. Lifetime
12. Knock Knock
13. For the Last Time